# 2060-talet
2060-talet kommer att bli ett decennium som startar 1 januari 2060 och slutar 31 december 2069.

## Framtida händelser
- 2060
  - Enligt en förutsägelse av Isaac Newton skall jordens undergång inträffa detta år.[1]
- 2061
  - Halleys komet passerar de inre delarna av vårt solsystem. Senaste gången kometen gjorde detta var år 1986 och dessförinnan år 1910.
- 2062
  - 10 maj – Merkuriuspassage.
- 2065
  - 11 november – Merkuriuspassage.